# Peder Gram (komponist)
 Der er flere personer med dette navn, se Peder Gram.
Peder Jørgensen Gram (født 25. november 1881 i København, død 4. februar 1956 på Frederiksberg) var en dansk komponist og dirigent.
Født i København som søn af en fremtrædende matematiker, aktuar og forsikringsdirektør, J.P. Gram.
Efter studentereksamen fra Schneekloths Skole 1900 påbegyndte Gram et ingeniørstudium, men skiftede hurtigt til musikken. Han fik undervisning af organisten ved Christiansborg Slotskirke, Hermann Kallenbach og var i årene 1904-1907 elev ved konservatoriet i Leipzig. Blandt hans lærere her var dirigenten Arthur Nikisch. Under opholdet i Leipzig skrev han bl.a. sin strygekvartet op. 3, som han modtog konservatoriets kompositionspris ("Nikisch-prisen") for. Efter yderligere et halvt års studieophold, denne gang i Dresden, slog Gram sig ned i København, hvor han virkede som kompositions- og teorilærer. Blandt hans elever var bl.a. Knudåge Riisager og den svenske komponist John Fernström. Derudover foranstaltede han fra 1908 til 1913 to årlige symfonikoncerter med hovedsagelig nyere musik på programmerne. I 1912 modtog Gram Det anckerske Legat, og rejste han gennem Tyskland, Østrig og til Paris. I 1914 gav han en koncert i Berlin med det filharmoniske orkester, hvor hans 1. symfoni blev uropført.
I 1918-1931 var han dirigent i Dansk Koncertforening. Foreningen havde siden 1902 været et vigtigt forum for ny dansk orkestermusik. Foreningen måtte opgive sin selvstændighed i 1931, bl.a. på grund af fremkomsten af radio og grammofonplader, og fusionerede med foreningerne Ny Musik og Unge Tonekunstneres Selskab til Det unge Tonekunstnerselskab eller DUT.
Sideløbende med dette markerede Gram sig stærkt inden for det organisatoriske arbejde. Han var medlem af en række bestyrelser og formand for flere: Dansk Tonekunstnerforening (1919-1924), Samfundet til udgivelse af dansk musik (1931-1938), Kodas bestyrelse (1930-1937), præsident for Nordisk Union for Komponistrettigheder (1931-1932 og 1935-1936), samt formand for Dansk Komponistforening (1931-1937).
Sin absolut mest indflydelsesrige post fik Peder Gram i 1937, da han udnævntes til chef for Musikafdelingen i Statsradiofonien (DR). Grams arbejde her var ikke let, og han måtte indkassere megen kritik for sine dispositioner. Han var jo så at sige deserteret fra de aktives rækker over i administratorernes. I nutidens lys kan man se at Gram skabte reformer og den nytænkning, som han fandt tiden moden til. Bl.a. fik han Radiosymfoniorkestret udvidet til fuld filharmonisk størrelse. Ved sin afgang i 1951 gik Gram modtog han som gave fra symfoniorkestret et indbundet partitur med påskriften: Peder Gram: Symfoni nr. 3. Nodebladene var tomme, og ideen var, at Gram som pensionist skulle komponere sin 3. symfoni. Han selv dirigerede uropførelsen ved en torsdagskoncert i 1955.
Han var Ridder af Dannebrog og Dannebrogsmand.
Gram er begravet på Mariebjerg Kirkegård.

## Musikken
- op. 1 3 sange
- op. 2 Romance (orkester)
- op. 3 Strygekvartet (1907)
- op. 4 Drei Lieder (1906)
- op. 5 Romance (orkester 1914)
- op. 6 Klavertrio (1910)
- op. 7 Symfonisk fantasi (orkester 1909)
- op. 8 Bagateller (klaver)
- op. 8a Romance (klaver)
- op. 9 Poeme Lyrique (orkester 1911)
- op. 10 Festouverture
- op. 11 4 sange (1911)
- op. 12 Symfoni nr. 1 (1914)
- op. 13 Introduktion og fuga (klaver)
- op. 14 Klaversonate (1913)
- op. 15 Variationer over et tema af Weyse (klaver 1915)
- op. 16 Avalon (sopran og orkester 1916)
- op. 17 3 sange (mandskor)
- op. 19 Canzonetta (violin og klaver)
- op. 20 Violinkoncert (1920)
- op. 21 Ouverture i C-dur (orkester 1921)
- op. 22 Min Ungdoms Drøm (tenor og orkester/klaver)
- op. 23 Tre svenske Digte (damekor 1922)
- op. 24 Marionetmusik (orkester)
- op. 25 Symfoni nr. 2 (1926)
- op. 26 Serenade for strygekvartet over 2 canadiske folkemelodier (1927)
- op. 27 Prolog til et drama af Shakespeare (orkester 1928)
- op. 29 Pastorale og Capriccio (obo og klaver)
- op. 30 Strygekvartet nr. 3
- op. 31 Kvintet for Blæsere (1943)
- op. 32 Suite de ballet (1945)
- op. 34 Intrada seria (1946)
- op. 35 Symfoni nr. 3 (1955)
- Melodie (klarinet, violin, cello og klaver)
- Narkos (kvindekor)
- Sommarljuset
- Sommer (blandet koralkvartet)
- To nye Julesange (1932)
- Arabeske (klaver)